# Zintha hintza
Zintha hintza är en fjärilsart som beskrevs av Henry Trimen 1864. Zintha hintza ingår i släktet Zintha och familjen juvelvingar. Inga underarter finns listade i Catalogue of Life.